# ヒメクロオトシブミ
ヒメクロオトシブミ Apoderus erythrogaster は、小型なオトシブミ類の一種。体が黒くて足が黄色いのが標準だが、変異の幅は大きい。この類では最もよく見られるものである。

## 特徴
体長4.5-5.5mm。背面は普通は真っ黒でつやがある。雌雄の形態差はほとんどない。
体色には変異が多いが、もっともよく見かけるのは背面がつやのある黒で歩脚と腹部が黄色をしているものである。ただし形式的には基本型は背面と歩脚が黒く、腹部が黄色いものであり、他に前翅が赤みを帯びた色になる例もある。前翅の背面には点刻の列があるがごく弱く、むしろ表面がつるりとしている印象がある。

## 習性
年2化性で成虫越冬する。越冬した成虫は4月頃から活動を始め、葉を丸めて揺籃を作り、その中に産卵する。卵の孵化には4日から5日を要し、孵化した幼虫は揺籃の内部の葉を食べて成長する。成長の速度は揺籃の乾燥具合によって変化し、乾燥が強いと成長が遅れる傾向があるが、適切な湿度が保たれた場合には10-15日で蛹となり、その後4-5日で羽化し、成虫となる。新成虫は夏に産卵し、孵化した幼虫は秋までに成虫となり、越冬する。
餌とする樹種は幅広く、安田、沢田(2009)は以下のような種をあげている。
- コナラ、クヌギ、アベマキ、ミズナラ、シラカシ、ノイバラ、キイチゴ類、ツツジ類、ニセアカシア、フジ、アキグミ、シデ類、ヤマハンノキ、ヤシャブシ、マンサク、サルスベリ

### 揺籃の作り方
雌成虫は、まず餌となる木の葉の縁から主脈に向かって真っ直ぐに切れ目を作る。切るためには大顎が使われる。切れ目が主脈まで届いたところで切り進むのをやめ、今度は反対側の縁から切れ込みを作り始め、やはり主脈に達したところで止める。その結果、葉は中程で左右から一直線で切り取られ、主脈だけでつながっている、という状態になる。次に切り残された主脈に表側から、次いで裏側から噛み傷を作り、それによってそれより先の葉がしおれる。その後、葉の表同士を合わせるように葉を左右から折り重ねるように曲げ、しおれるのを待って葉の先端から切り口の側へ巻き込んでゆく。2巻きほど巻き込んだところで主脈のわきに大顎で長円形の穴を作り、そこに産卵する。その後残りの部分も巻き込んで揺籃が完成する。揺籃はそのまま葉先にぶら下げることもあり、また最後に主脈の残りを噛み切って切り離す場合もある。

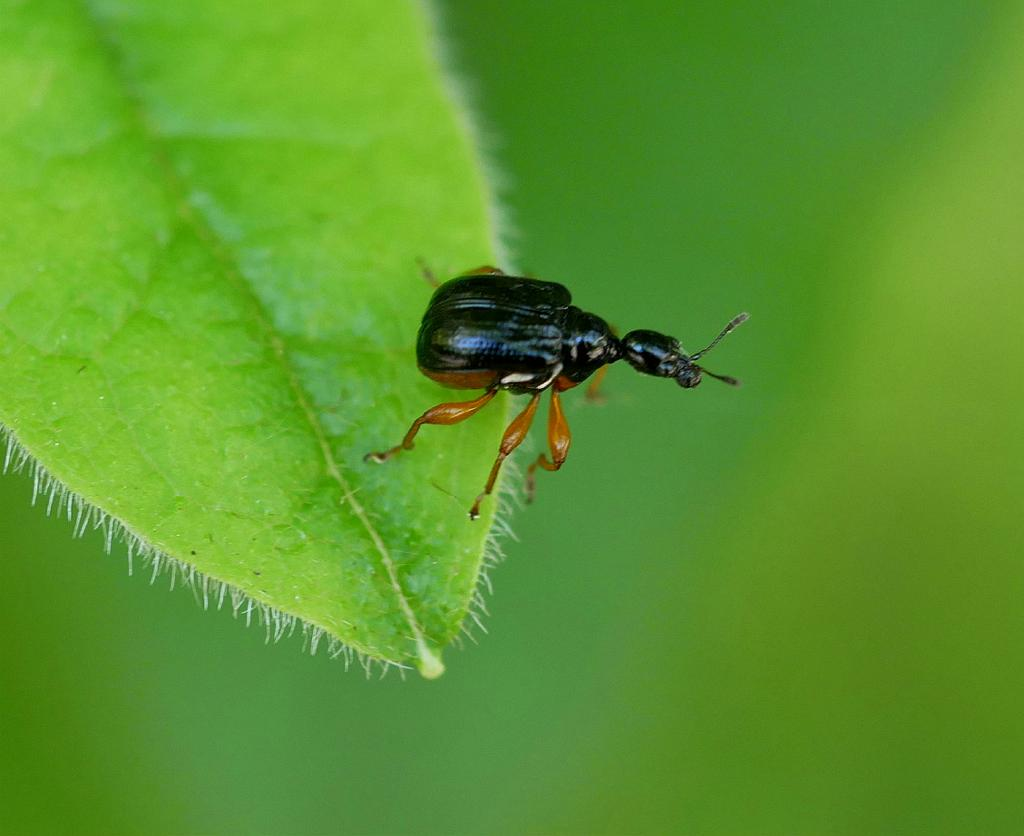
横からの形
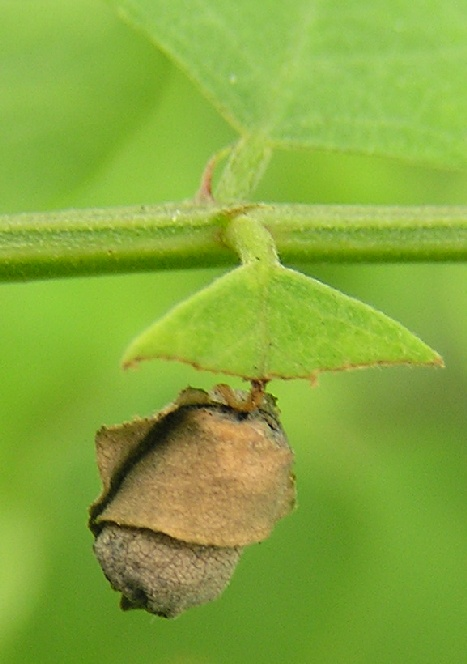
揺籃
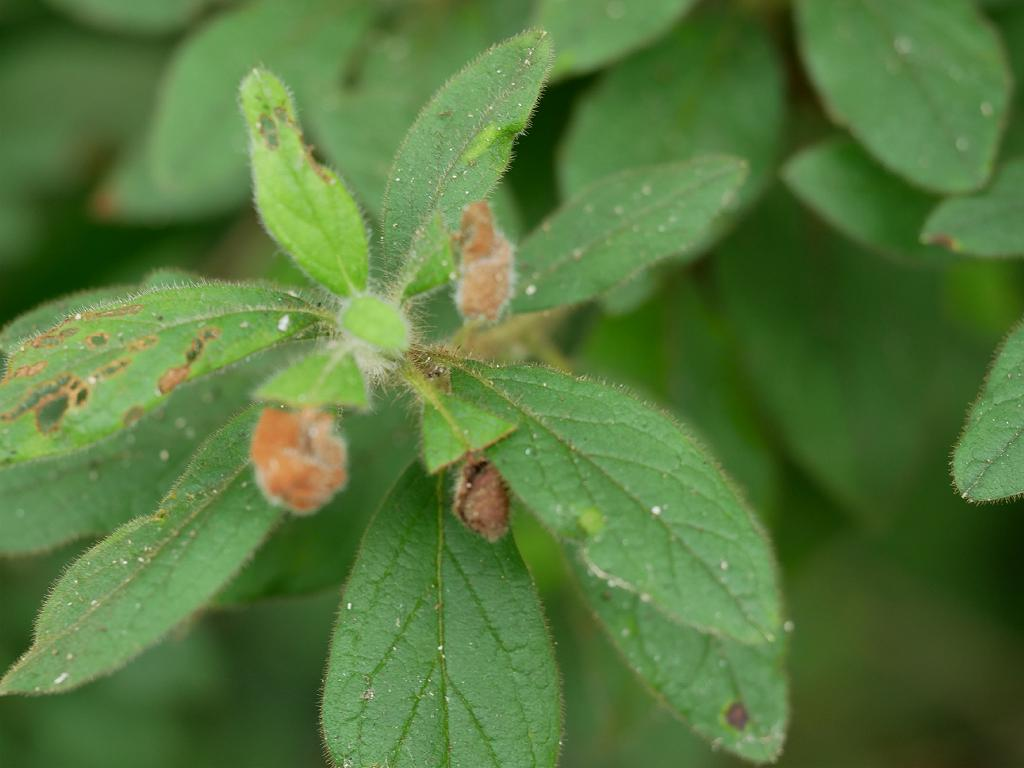
揺籃がいくつも作られている様子

## 分布
本州、四国、九州に分布する。地域によって若干の色彩変異がある。林他(1984)によると、九州から新潟、静岡に黒くて腹部と歩脚が黄色いものが、本州北部には全身黒色のものが、関東から福井山地にかけて腹部の一部のみ黄色いもの、関東南部から長野に腹部の一部と歩脚が黄色いものが分布するという。なお、本種は本州から九州ではもっとも普通に見られるオトシブミ類である。

## 分類
上記のように体色には変異が多く、腹部と歩脚が黄色いのを基本変種とする。色彩変異としてたとえば以下のような名を与えられた例もある。
- 全身黒色のもの f. nigriventris
- 腹部の一部だけが黄色いもの f. nitens
- 足のみが黄色いもの f. shimauchiensis

しかし変異の幅はさらに広く、背面の主に前翅が黄褐色になるものもある。またこの型のものは同属のセアカヒメオトシブミ A. geminus ときわめてよく似ており、ほとんど判別できないこともあるという。

## 利害
バラなど園芸植物や庭木などを食害することもあるから、農業害虫とされる。葉を成虫がかじる害と、揺籃を作るために葉を切り取る害があるが、被害はそれほど大きいものではない。バラの場合、その被害はごく軽いが、落葉性のツツジ類やセイヨウシャクナゲの場合、成虫が葉をかじり、その傷がみにくくなって長く残る。